# Andrea Lazzari
Andrea Lazzari (Bérgamo, Provincia de Bérgamo, Italia, 3 de diciembre de 1984) es un futbolista italiano. Juega de centrocampista y su equipo actual es la A.C. Pisa de la Serie B de Italia.

## Selección nacional
Ha sido internacional con la selección de fútbol de Italia sub-21. Debutó el 8 de octubre de 2004, en un encuentro ante la selección de Eslovenia que finalizó con marcador de 3-0 a favor de los italianos.

### Participaciones en Eurocopas
| Eurocopa                | Sede         | Resultado    |
| ----------------------- | ------------ | ------------ |
| Eurocopa Sub-21 de 2007 | Países Bajos | Primera fase |

## Clubes
| Club                | País   | Año         |
| ------------------- | ------ | ----------- |
| Atalanta B. C.      | Italia | 2002 - 2006 |
| A. C. Cesena        | Italia | 2006 - 2007 |
| Piacenza Calcio     | Italia | 2007        |
| U. S. Grosseto      | Italia | 2007 - 2008 |
| Cagliari Calcio     | Italia | 2008 - 2011 |
| A. C. F. Fiorentina | Italia | 2011 - 2012 |
| Udinese Calcio      | Italia | 2012 - 2014 |
| A. C. F. Fiorentina | Italia | 2014 - 2015 |
| Carpi F.C. 1909     | Italia | 2015 - 2016 |
| F.C. Bari 1908      | Italia | 2016        |
| A.C. Pisa 1909      | Italia | 2016 - Act. |

## Palmarés

### Campeonatos nacionales
| Título  | Club           | País   | Año     |
| ------- | -------------- | ------ | ------- |
| Serie B | Atalanta B. C. | Italia | 2005-06 |

### Distinciones individuales
| Distinción                                  | Año     |
| ------------------------------------------- | ------- |
| Máximo goleador de la Copa Italia (9 goles) | 2004-05 |